# 劉崇俊
劉崇俊（907年—946年），字德修，五代十国南唐将领，楚州山陽人。
袓父刘金，父亲刘仁规，世任濠州刺史。刘崇俊繼承，一反其父苛虐之政，百姓懷其惠。數年后，又开始横行不法，過淮河劫掠美女、良馬。唐元宗升濠州爲定遠軍，拜劉崇俊为定遠軍節度使，以其子劉節尚太宁公主。唐元宗也讨厌他的爲人。壽州姚景去世后，劉崇俊厚賂權貴，求兼領壽州。唐元宗假装不解其意，命他改鎮壽州清淮軍節度使，而派楚州刺史劉彥貞馳入濠州，代他为定遠軍節度使。刘崇俊发现失計，开始遵守度。不久，病卒，年四十岁。贈太尉，諡威。